# Nemzeti dal

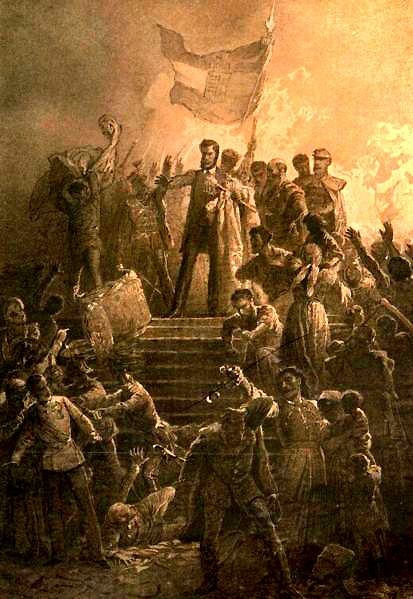
Sándor Petőfi recitando o Nemzeti dal à multidão

Nemzeti dal (Canto nacional) é um dos poemas mais importantes e que mais influenciaram a literatura da Hungria. Foi escrito por Sándor Petőfi e inspirou a Revolução húngara de 1848.
É um hino que incitava os húngaros a recuperar a independência perdida, depois do domínio inicial do Império Otomano e posterior do Império Austríaco. Foi declamado pelo próprio Petőfi em 15 de março de 1848 em Peste na praça Vörösmarty, cheia de gente, que no fim entoou o poema e marchou pela cidade ocupando os jornais, libertando os prisioneiros políticos e declarando o fim do domínio austríaco.
| Nemzeti dal | Canto nacional |
| Talpra magyar, hí a haza! Itt az idő, most vagy soha! Rabok legyünk vagy szabadok? Ez a kérdés, válasszatok! A magyarok istenére Esküszünk, Esküszünk, hogy rabok tovább Nem leszünk! | De pé, ó magiares, a pátria chama! É tempo: agora ou nunca! Escravos seremos, ou livres? Esta é a pergunta, escolhei! Ao Deus dos magiares juramos, juramos que escravos nunca mais seremos!                  |
| Rabok voltunk mostanáig, Kárhozottak ősapáink, Kik szabadon éltek-haltak, Szolgaföldben nem nyughatnak. A magyarok istenére Esküszünk, Esküszünk, hogy rabok tovább Nem leszünk!      | Escravos fomos até agora: nossos antepassados que viveram e morreram livres, foram amaldiçoados, não estão em paz nesta terra escrava. Ao Deus dos magiares juramos, juramos que escravos nunca mais seremos! |
| Sehonnai bitang ember, Ki most, ha kell, halni nem mer, Kinek drágább rongy élete, Mint a haza becsülete. A magyarok istenére Esküszünk, Esküszünk, hogy rabok tovább Nem leszünk!    | É um bandido inútil que receia a morte quando merece morrer, o que dá mais valor à sua vida que à honra da pátria. Ao Deus dos magiares juramos, juramos que escravos nunca mais seremos!                     |
| Fényesebb a láncnál a kard, Jobban ékesíti a kart, És mi mégis láncot hordtunk! Ide veled, régi kardunk! A magyarok istenére Esküszünk, Esküszünk, hogy rabok tovább Nem leszünk!     | Mais luminosa é a espada que a cadeia, melhor decora o braço; e uma cadeia, no entanto, trazemos! Volta, antiga espada nossa! Ao Deus dos magiares juramos, juramos que escravos nunca mais seremos!          |
| A magyar név megint szép lesz, Méltó régi nagy hiréhez; Mit rákentek a századok, Lemossuk a gyalázatot! A magyarok istenére Esküszünk, Esküszünk, hogy rabok tovább Nem leszünk!      | Grande será de novo o nome magiar, digno da grande fama antiga; lavemos a afronta que os séculos mancharam! Ao Deus dos magiares juramos, juramos que escravos nunca mais seremos!                            |
| Hol sírjaink domborulnak, Unokáink leborulnak, És áldó imádság mellett Mondják el szent neveinket. A magyarok istenére Esküszünk, Esküszünk, hogy rabok tovább Nem leszünk!           | Onde ficarem nossos túmulos ajoelharão nossos sobrinhos, e dirão os nossos sagrados nomes numa oração abençoada. Ao Deus dos magiares juramos, juramos que escravos nunca mais seremos!                       |
| | |